# Schlacht bei Sehestedt
Die Schlacht bei Sehestedt fand im Verlauf des Sechsten Koalitionskrieges am 10. Dezember 1813 Sehestedt in Holstein statt. Die mit Frankreich verbündeten Dänen schlugen dabei ein Koalitionsheer aus schwedischen, preußischen und russischen Truppen.

## Vorgeschichte
Als sich Dänemark im Dezember 1800 einem „Bewaffneten Neutralitätsbündnis“ (Russland, Schweden und Preußen) anschloss, wurden sie Opfer englischer Aggressionspolitik. England ließ Schiffe neutraler Staaten nicht passieren und beschlagnahmte oft dänische Handelsschiffe. Dänemark versuchte darauf, den internationalen Handel Englands zu schwächen, indem die Hansestädte Hamburg und Lübeck besetzt wurden. Als Reaktion dieser Besetzung nahm England Kopenhagen unter Feuer und zwang Dänemark zum Austritt aus dem „Bewaffneten Neutralitätsbündnis“, welches durch den Tod des russischen Zaren aufgelöst wurde. Dänemark wurde Teil des englisch-russischen Bündnisses, die Truppen aus Hamburg und Lübeck wurden abgezogen.
Obwohl Dänemark im Vierten Koalitionskrieg (1806) neutral blieb, wurde es durch die von Napoleon verhängte Kontinentalsperre (Ausschluss von England aus dem europäischen Handel), der französischen Besetzung Hamburgs und den Tilsiter Frieden zwischen Russland und Frankreich gezwungen, sich dem Handelskrieg gegen England anzuschließen. England schwächte in der Folge Dänemark durch Ausrufung eine Handelssperre für französische und dänische Häfen. Durch weitere Besetzungen dänischer Inseln (z. B. Helgoland), wurde Dänemark immer mehr unter Druck gesetzt. Dänemark schloss ein militärisches Bündnis mit Napoleon. England beschlagnahmte im Gegenzug 1400 dänische Schiffe.
Nach französischen Misserfolgen in Deutschland und Napoleons Niederlage in der Völkerschlacht bei Leipzig wurde Dänemarks finanzielle und politische Krise verstärkt. Es kam zum Staatsbankrott von 1813, es erfolgten Kriegserklärungen Preußens und Russlands.
Kronprinz Bernadotte von Schweden strebte nach der Völkerschlacht danach, die dänischen Besitzungen in Schleswig-Holstein zu erobern. Die Truppen Bernadottes wurden durch russische Soldaten verstärkt. Es bildete sich eine Armee aus Alliierten, welche über Hamburg nach Oldesloe marschierte, wo es zum ersten Gefecht zwischen Alliierten und Dänen kam. Die Dänen zogen sich weiter zurück und es kam am 6. Dezember 1813 zu einem zweiten Gefecht bei Bornhöved, bei welchem beide Parteien herbe Verluste erlitten. Die durch diese Schlacht gewonnene Zeit nutzten die Dänen, um sich weiter zurückzuziehen. Über Kiel und Holtsee zogen die dänischen Truppen nach Sehestedt, um zu ihrer Festung Rendsburg durchzubrechen.

## Schlachtfeldgeographie
Sehestedt ist ein kleiner Ort ca. 20 Kilometer westlich von Kiel. Die Landschaft rings um den Ort hat sich in den letzten 170 Jahren wenig verändert. Auch damals haben die Knicks die Landschaft bestimmt. Die nachhaltigste Veränderung hat der Nord-Ostsee-Kanal bewirkt. Die Bedeutung Sehestedts für die damaligen Ereignisse erschließt sich dem Betrachter durch Einblicke auf die Karte. Sehestedt liegt auf einem sandigen Hochrücken der nach allen Seiten hin abfällt. Im Norden stößt der Wittensee mit seinen sumpfigen Ufern und vorgeschobenen Mooren, besonders dem Habyer Moor, an diesen Rücken heran. Im Osten und Süden fließt die alte Eider, die mit breiten Sumpfflächen an beiden Ufern den Verkehr auf Straßen und Brücken zwingt. So zieht sich die Straße, die von Westen von Rendsburg kommend durch Sehestedt läuft, auf einem etwa 1000 Meter breiten Höhenrücken nach Nordosten über Gettorf und weiter nach Kiel. Die alte Eider und der alte Eider-Kanal, der Vorläufer des heutigen Nord-Ostsee-Kanals, stellten im Süden das Haupthindernis für alle Bewegungen in Nord-Süd-Richtung dar.
Die Landschaft unterstützte durch Bewuchs, durch Moore und Sumpf den Einsatz der Infanterie in der Verteidigung. Angreifende Infanterie, Kavallerie und Artillerie wurden in ihren Bewegungen und ihren Wirkungsmöglichkeiten stark eingeschränkt und auf das vorhandene Wegenetz gezwungen.

## Verlauf der Schlacht
General Wallmoden, der Truppenkommandant der Verbündeten, unterschätzte von Anfang an die dänischen Truppen von Prinz Friedrich von Hessen. Die Alliierten waren zwar zahlenmäßig überlegen, jedoch wurde der Kampfgeist und die Disziplin der Dänen und Holsteiner unterschätzt und es kam zu einem überraschenden Ausgang des Gefechts am 10. Dezember 1813.
Der dänische General Prinz Friedrich von Hessen vermutete, dass er und seine Truppen von den Alliierten eingekreist werden könnten und entschloss sich, von Kiel nördlich des Kanals auf Rendsburg vorzustoßen. Somit wurde in der Nacht zum 10. Dezember der Marschbefehl für 3 Uhr morgens an die Dänen ausgegeben. Durch den erschöpften Zustand der Truppen und vom Wetter und den Straßenverhältnissen gehemmt, erreichte die Spitze des Verbandes erst gegen 8 Uhr morgens Holtsee.
General Dörnberg, Truppenanführer der Verbündeten, war unterdessen ebenfalls am Morgen des 10. Dezembers mit seinen Truppen aufgebrochen. Eigentlich hätten die dänischen Truppen und das Korps Dörnberg schon auf der Straße Sehestedt-Holtsee aufeinanderstoßen müssen, wenn die Dänen schneller gewesen wären. Folglich trafen die Truppen am Wald bei Haby völlig unerwartet aufeinander. Jedoch kam es vorerst nur zu kleinen Gefechten der dänischen Vorhut mit zwei Bataillonen der Alliierten. Dörnberg marschierte nach Eckernförde weiter, da er das dänische Vorgehen falsch interpretiert hatte und trotz des Gewehrfeuers, das von Haby her zu hören war, nicht Halt machte. Von dem Gedanken besessen, die Dänen noch auf ihrem Abmarsch aus Eckernförde einzuholen, marschierte er weiter in die falsche Richtung.
Da die Brigade der Russisch-Deutschen Legion unter Dörnberg Sehestedt bei Tagesanbruch bereits passiert hatte, war Sehestedt weitgehend unbesetzt. Hinter dem Ortsausgang marschierte das Regiment auf. Die Vorhut der Alliierten stieß dort auf Patrouillen der Dänen und geriet in Gefangenschaft, da man aufgrund der Dunkelheit die Dänen nicht erkannt hatte. Zeitgleich traten zwischen Holtsee und Haby eine Brigade der Alliierten und die dänischen Vortruppen ins Gefecht.
General Wallmoden befahl den mecklenburgischen Jägern unter Oberst Carl Friedrich von Müller und Herzog Gustav Wilhelm zu Mecklenburg anzugreifen. Sie hatten jedoch wenig Platz und schließlich schlug ihnen vom Dorfrand ein mörderisches Feuer der schleswigschen und fünenschen Infanterie entgegen. Ziel der Dänen war es, den Ort Sehestedt so lange zu halten, bis die gesamte dänische Armee durchmarschiert war und sich in die Festung Rendsburg zurückgezogen hatte. Nach verlustreichen Kämpfen gelang dieser Plan. Die klare militärische Niederlage des Dänischen Gesamtstaates wurde dadurch jedoch weder hinausgezögert noch gemildert.

## Denkmal
Zur Erinnerung an die Schlacht wurde nach fast neun Jahren ein Denkmal errichtet und am 28. Juni 1822 eingeweiht. Alljährlich kommt eine dänische Delegation, um am Denkmal mit militärischem Zeremoniell einen Kranz niederzulegen. Der Obelisk aus poliertem Granit steht mitten im Dorf (Nordseite) auf einem dreistufigen Sockel, der von zwölf kettenbehangenen Kanonen umgeben ist. An den vier Seiten sind Bronzeplatten eingelassen. Die nach Süden gewandte Platte zeigt eine vergoldete Allegorie des Krieges, wohingegen auf der westlichen Seite die siegreichen Truppen und auf der östlichen Seite deren Kommandeure verewigt sind.

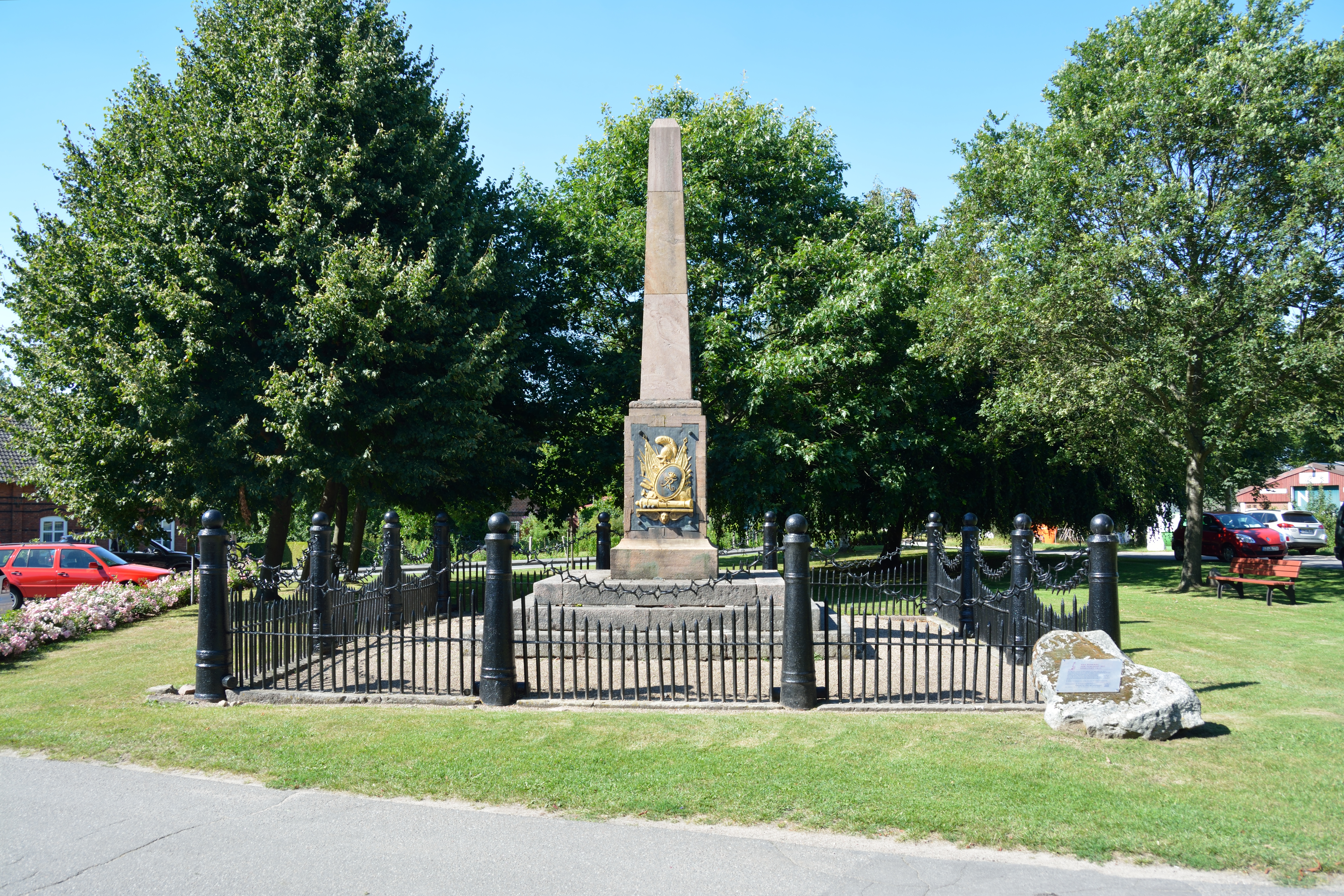
Denkmal in Sehestedt
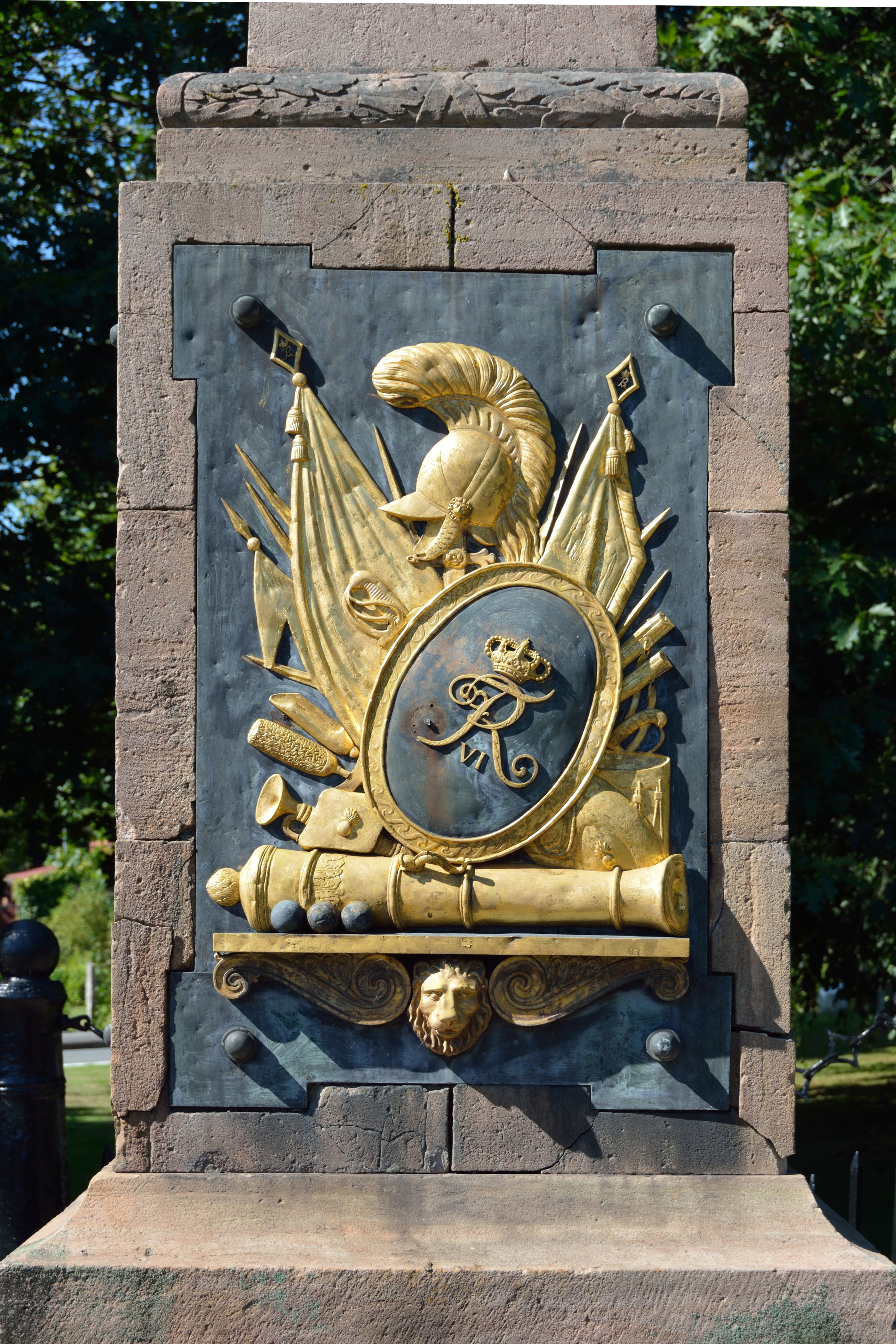
Detail
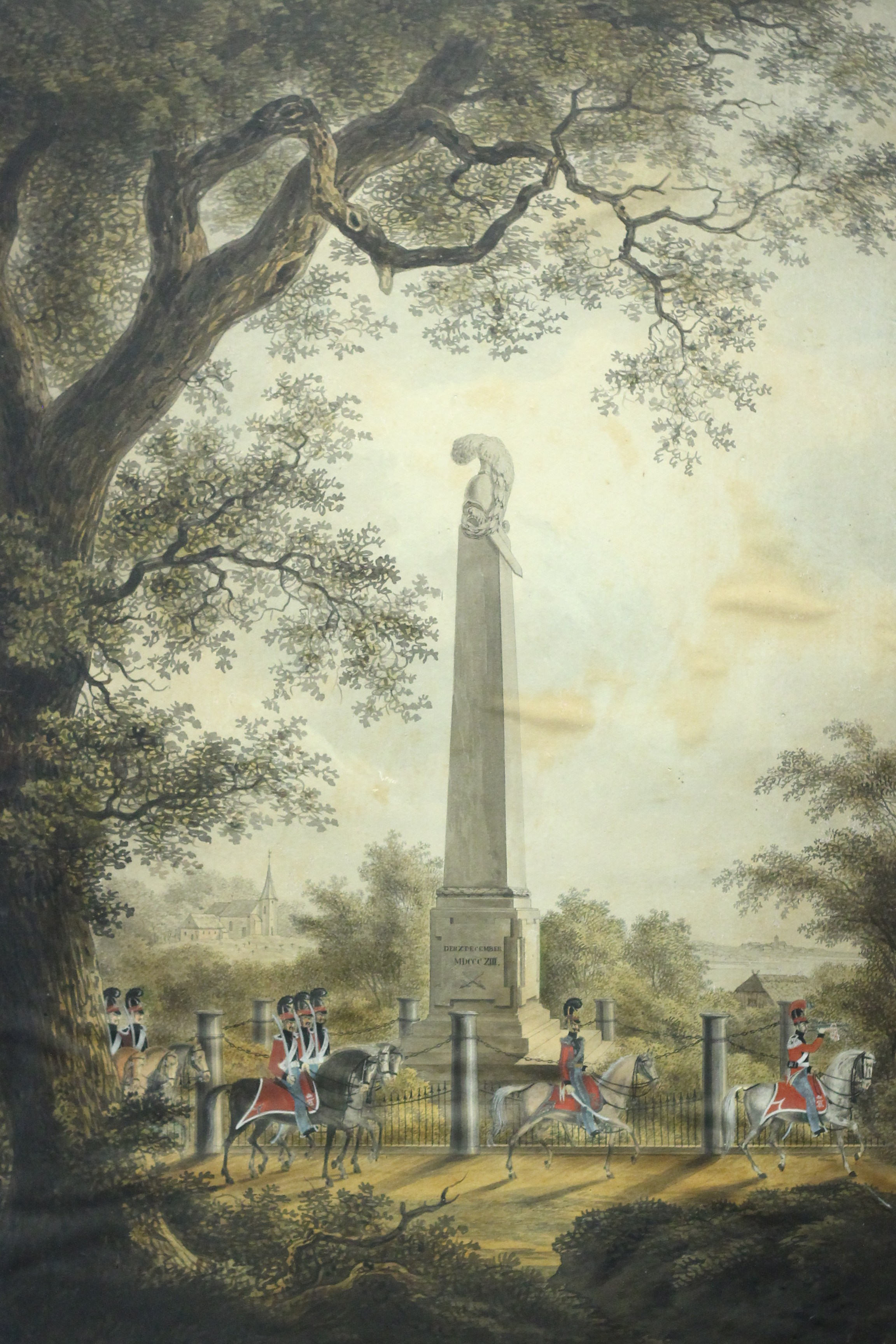
Einweihung des Denkmals 1822